# Breuil-Bois-Robert
Breuil-Bois-Robert é uma comuna francesa na região administrativa da Île-de-France, no departamento de Yvelines. A comuna possui 570 habitantes segundo o censo de 1990.